# سیلیکون لبس
سیلیکون لبس (انگلیسی: Silicon Labs) شرکت الکترونیک آمریکایی است، که در سال ۱۹۹۶ تأسیس شد.